# Cronógrafo
Cronógrafo é um instrumento que mede o tempo e conserva a unidade. Na maioria dos modelos analógicos até centésimos de segundo.
Na verdade e ao contrário do que a maior parte das pessoas acredita um cronômetro é um certificado que atesta a alta precisão de um relógio. Aquilo a que a grande maioria de pessoas chama de cronômetro é na verdade um contador, ou um cronógrafo.
Um cronógrafo também pode ser um cronômetro, ou seja, tenha uma precisão que mereça o certificado.
Cre-se que há discrepância em termos da origem das palavras. Se "graphos" é "escrever, grafar" e "metro", medir, o cronógrafo deveria registar em "gráficos" o tempo e o cronômetro sim, "medir" o tempo, função primordial do relógio, analógico ou digital. Caso contrário, o odômetro, o voltímetro, o amperímetro, não seriam instrumentos de medição e apenas certificações. Teríamos então a designação "cronômetro" para o relógio com medição parcial de tempo, frações, e o cronógrafo, um instrumento que produziria um gráfico do tempo em relação a um outro parâmetro.

## Histórico

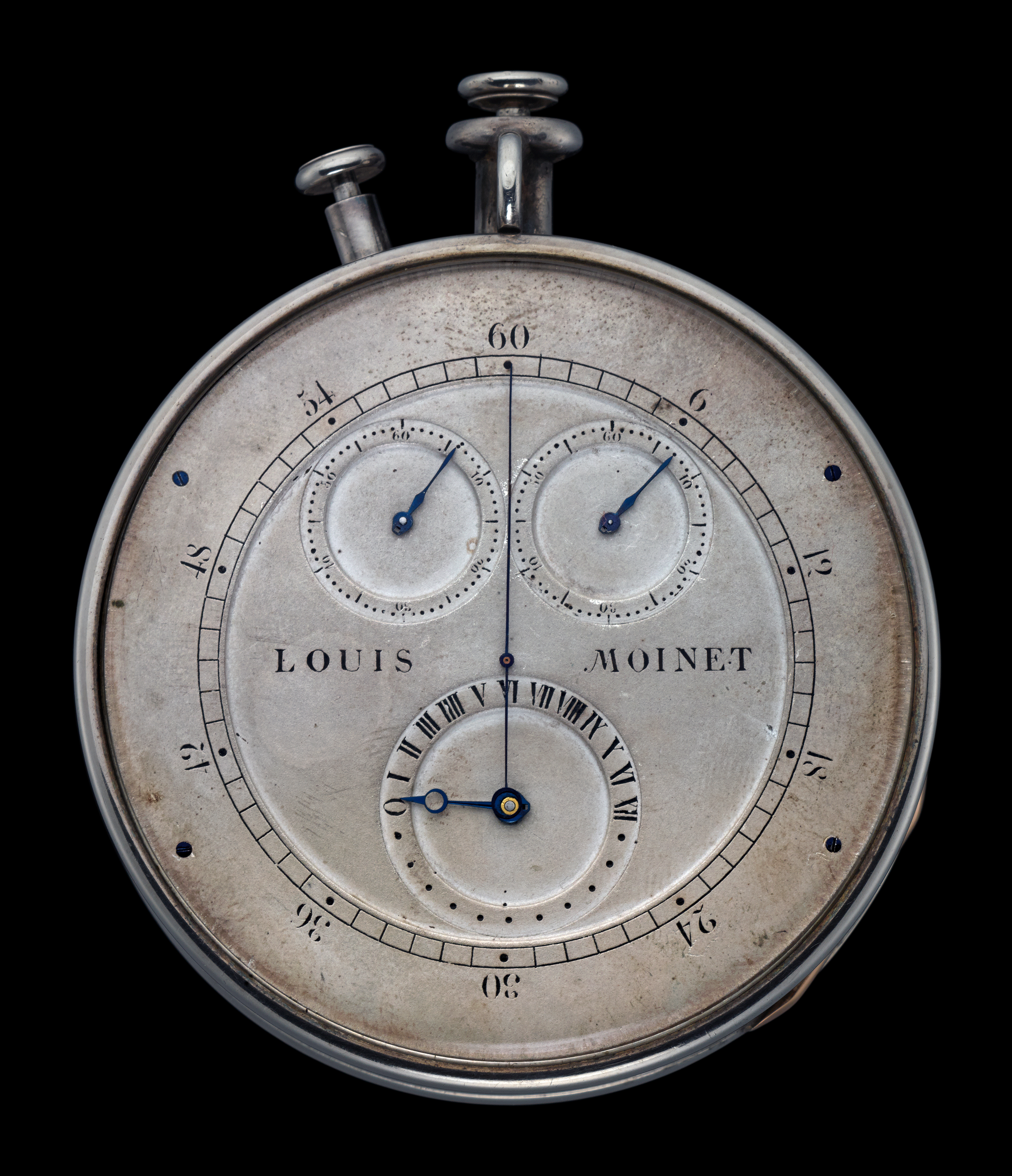
Cronógrafo «Compteur de Tierces» de Louis Moinet, 1816

O «Compteur de Tierces» de Louis Moinet é reconhecido e certificado por várias perícias independentes como o primeiro cronógrafo da História[1].
Iniciado em 1815 e concluído em 1816, trata-se de um instrumento de observação astronómica cujo ponteiro central, que dá uma volta num segundo, pode ser iniciado, parado e reposto a zero por meio de um botão. Está munido de três contadores, dos minutos, das horas e de 24 horas. Louis Moinet pode também ser considerado como pioneiro da alta frequência em relojoaria, já que esta peça produz 216 000 vibrações por hora, a fim de medir intervalos de 1/60 de segundo. Está atualmente guardada em Neuchâtel, na Suíça.
Anteriormente, o relojoeiro belga Hubert Sarton (1748-1828) apresentou à sociedade de emulação de Liège um «relógio cronometrográfico» que poderia ser o precursor do cronógrafo moderno.
Considera-se que John Arnold pai (1736-1799) tinha trabalhado na concepção de contadores necessários à medição de 1/60 de segundo.
A palavra «cronógrafo» foi mais tarde utilizada pela primeira vez em relojoaria por Nicolas-Mathieu Rieussec (1781-1866, relojoeiro instalado em Paris, o qual criou, e registou a patente em 1821, de um sistema de medição dos tempos curtos, por meio de um mostrador rotativo que tinha sobreposto um ponteiro fixo, ponteiro este munido de um pequeno reservatório de tinta. A marca da tinta que ficava no mostrador permitia determinar o intervalo de tempo que se pretendia medir.
Louis-Frédéric Perrelet (1781-1854), concebeu em 1827 um relógio com dois ponteiros dos segundos: um dos ponteiros podia ser parado quando desejado e, ao ser premido o botão uma segunda vez, retomava o lugar em que se encontraria se não tivesse sido parado. É o antecessor dos modernos sistemas "à rattrappante". 
Por volta de 1836, Joseph Thaddeus Winnerl (1799-1886) inventou o coração de cronógrafo, um came em forma de coração que permitia facilmente a reposição a zero do ponteiro dos segundos.
Enfim, em 1861 Henri-Ferréol Piguet, que trabalhava para a casa Nicole & Capt de Londres, realizou o primeiro cronógrafo moderno, um relógio dotado de um ponteiro suplementar comandado por um botão único que permitia iniciá-lo, pará-lo e repô-lo a zero.    

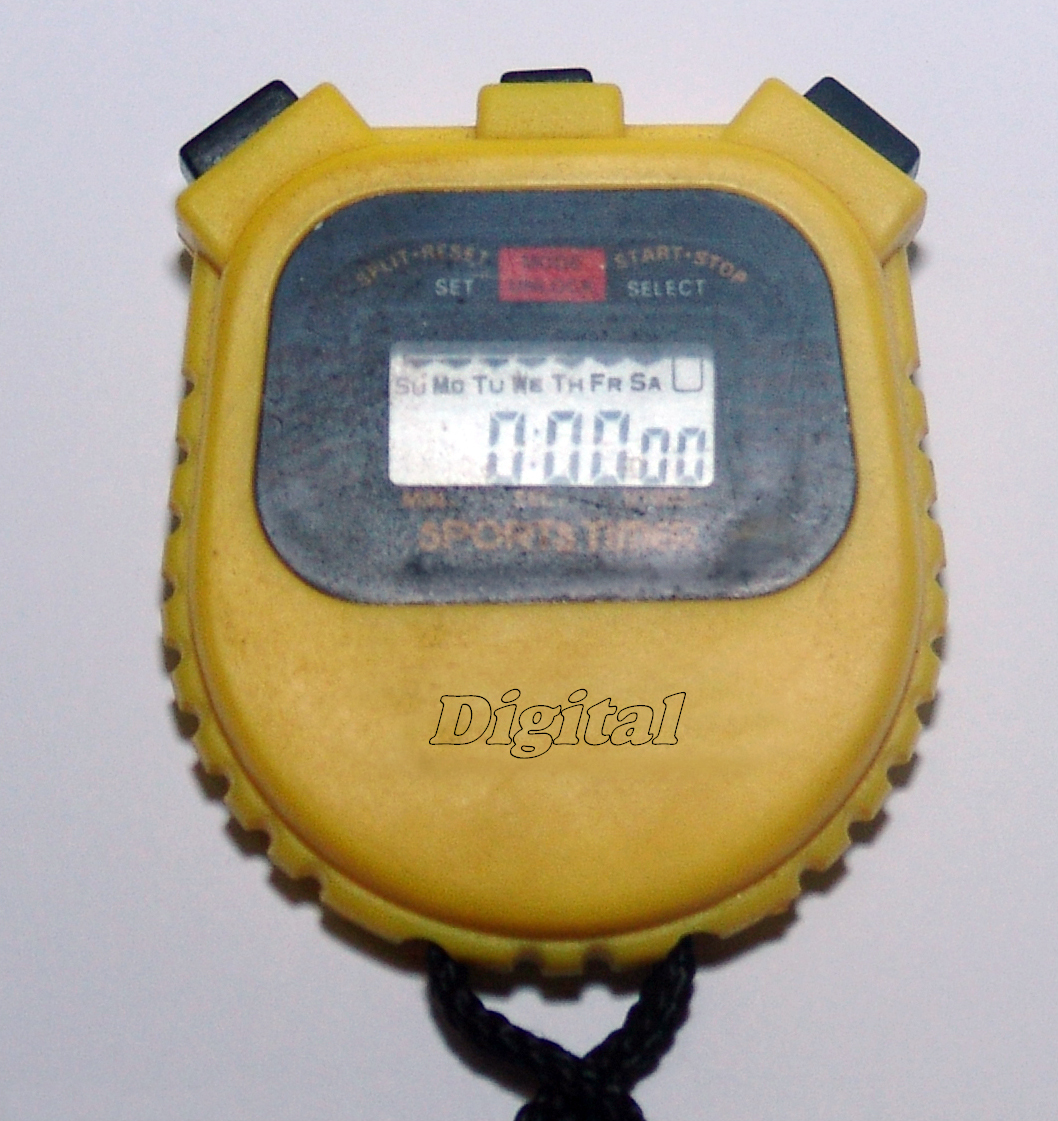
Cronógrafo digital

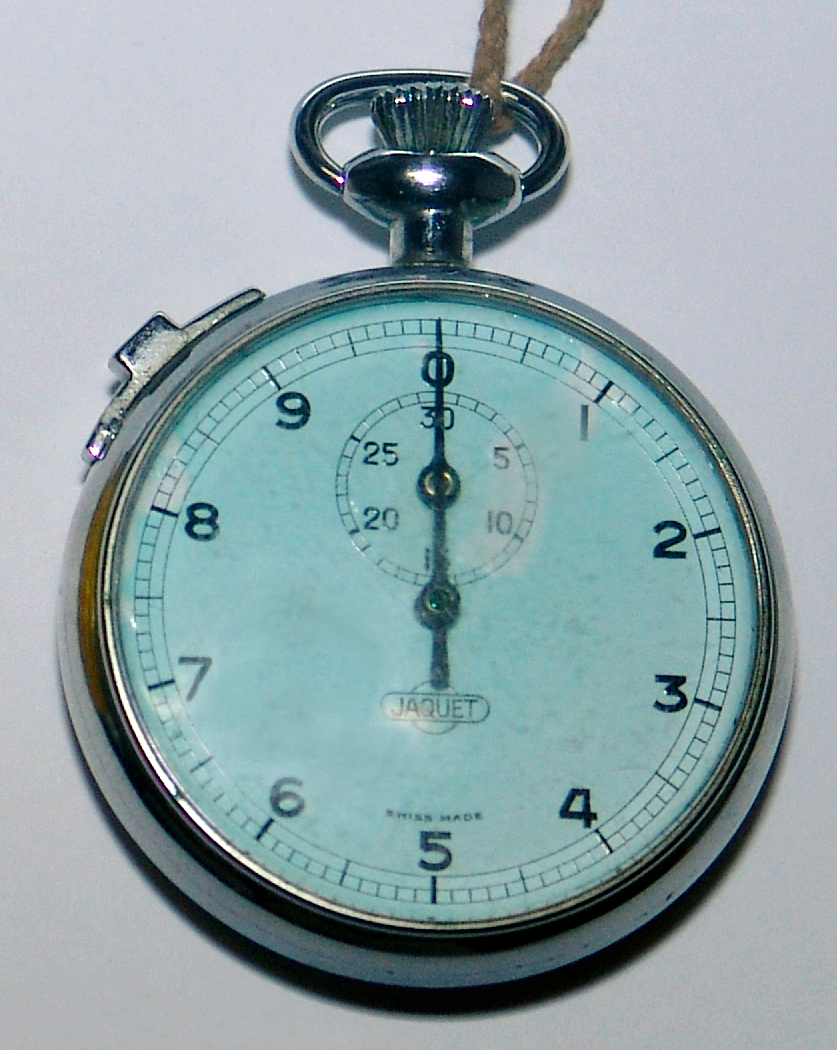
Cronógrafo analógico (mecânico)

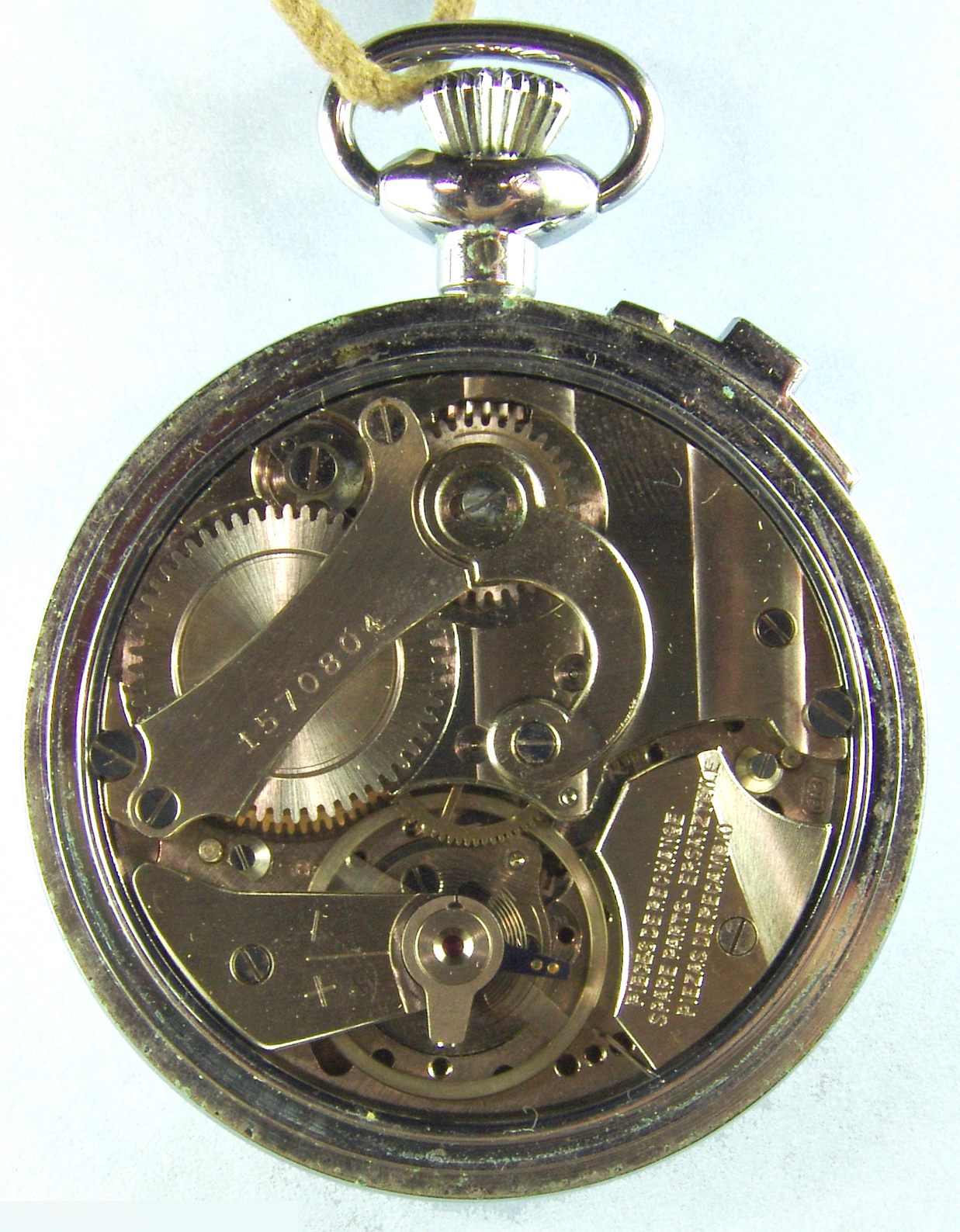
Cronógrafo analógico - mecanismo interno